# Och, ten Hollywood
Och, ten Hollywood – singiel zespołu Maanam wydany w 1981 roku. Utwór został skomponowany przez Marka Jackowskiego a tekst napisała Kora. Do nagrania tej piosenki zespół zaprosił saksofonistę Zbigniewa Namysłowskiego. Utwór ten, wraz z „Ta noc do innych jest niepodobna” (wydana na stronie B) odniósł ogromną popularność tak jak w przypadku poprzednich nagrań zespołu. Obie piosenki wykorzystane zostały w filmie fabularnym Wielka majówka (reż. Krzysztof Rogulski) z 1981 roku w którym debiutował wówczas nieznany nikomu Zbigniew Zamachowski. Sam zespół również pojawił się w kilku scenach
Obie piosenki znalazły się na kilku składankach Maanamu m.in. The Singles Collection (1991), Rockandrolle (1997), Ballady (1993), Kminek dla dziewczynek (1983).

## Skład
- Kora – śpiew
- Marek Jackowski – gitara
- Ryszard Olesiński – gitara solowa
- Krzysztof Olesiński – gitara basowa
- Paweł Markowski – perkusja

Gościnnie
Zbigniew Namysłowski – saksofon (str. A)
NagranieZespół filmowy „Silesia”
Kamil Sipowicz o utworze:

„Do nagrania wraz z zespołem Maanam dał się namówić wybitny polski saksofonista Zbigniew Namysłowski. Co to znaczy wiedzą ci, którzy pamiętają, jaki stosunek do rocka mieli wówczas polscy jazzmeni...”